# Sarceaux
 Sarceaux  es una localidad y comuna de Francia, en la región de Baja Normandía, departamento de Orne, en el distrito de Argentan y cantón de Argentan Oeste.
Su población en el censo de 1999 era de 845 habitantes. Forma parte de la aglomeración urbana de Argentan.
Está integrada en la Communauté de communes du Pays d’Argentan.

## Demografía
| 380 | 460 | 574 | 636 | 820 | 845 |
| Para los censos de 1962 a 1999 la población legal corresponde a la población sin duplicidades (Fuente: INSEE [Consultar]) |     |     |     |     |     |